# Tru Loved
Tru Loved ist eine US-amerikanische Filmkomödie aus dem Jahr 2008. Regie führte Stewart Wade, der auch das Drehbuch schrieb.

## Handlung
Die High-School-Schülerin Tru hat mit Leslie und Lisa zwei Mütter, die in einer lesbischen Beziehung leben. Die Familie zieht aus beruflichen Gründen aus San Francisco in eine südkalifornische Stadt. Dort wird Tru aufgrund der Beziehung ihrer Mütter nicht akzeptiert.
Der Quarterback der Schulmannschaft Lodell bietet Tru überraschend gemeinsames Ausgehen an. Das Mädchen erfährt, dass er schwul ist und Angst davor hat, seine Neigungen zu offenbaren. Tru gründet den Verein Gay-Straight Alliance, der sich für Toleranz einsetzt.

## Kritiken
Roger Ebert veröffentlichte in der Chicago Sun-Times zwei Filmkritiken: Die erste schrieb er nach der Betrachtung einiger Filmminuten, die zweite beruhend auf komplett gesehenem Film. In der ersten wurde der Film mit einem „nicht besonders guten High-School-Theaterstück“ verglichen und mit einer Reihe der Ratschläge wie die Beherrschung der Körpersprache verspottet. In der zweiten Kritik bezeichnete er den Film als eine Parabel, die zeige, wie die Welt den Homosexuellen gegenüber toleranter werden solle. Ebert vermutete, der Film sei vorwiegend für die Vorführungen auf schwul-lesbischen Filmfestivals bestimmt.
Dennis Harvey schrieb in der Zeitschrift Variety vom 7. Juli 2008, der Film sei eine „unterhaltsame Unterrichtsstunde in Toleranz für Teenager“. Einige Elemente seien manipulativ und klischeehaft. Die Darstellungen seien gut.

## Auszeichnungen
Der Film erhielt im Jahr 2008 drei Preise des Breckenridge Festivals of Film, darunter für Najarra Townsend und für Stewart Wade. Najarra Townsend gewann 2008 einen Preis des Santa Cruz Film Festivals; der Film wurde für zwei Publikumspreise des gleichen Festivals nominiert. Außerdem erhielt der Film 2008 den Publikumspreis des Philadelphia International Gay & Lesbian Film Festivals.

## Hintergründe
Die Weltpremiere fand am 28. Februar 2008 auf dem Sedona Film Festival statt, dem einige weitere Filmfestivals – darunter das San Francisco International LGBT Film Festival im Juni 2008 – folgten. Am 17. Oktober 2008 kam der Film in drei ausgewählte Kinos der USA, in den er ca. 4 Tsd. US-Dollar einspielte.
Der Kritiker Roger Ebert bewertete den Film in einer ersten Rezension, nachdem er die Vorführung nach nur acht Minuten verlassen hatte, wofür er anschließend sehr kritisiert wurde.